# Рахе
Рахе (фин. Raahe, швед. Brahestad) је значајан град у Финској, у северном делу државе. Рахе је други по величини и значају град округа Северна Остроботнија, где град са окружењем чини истоимену општину Рахе

## Географија
Град Рахе се налази у северном делу Финске. Од главног града државе, Хелсинкија, град је удаљен 600 км северно.
Рељеф: Рахе се сместио у приобалном делу Скандинавије, у историјској области Остроботнија. Подручје града је равничарско до брежуљкасто, а надморска висина се креће око 5 м.
Клима у Рахеу је оштра континентална на прелазу ка субполарној клими. Стога су зиме оштре и дуге, а лета свежа.
Воде: Рахе се развио на североисточној обали Балтичког мора (Ботнијски залив). Град се заправо сместио на дну омањег залива.

## Историја
Raхе је основан од стране шведске круне 1649. године. 
Последњих пар деценија Рахе се брзо развио у савремено градско насеље.

## Становништво
Према процени из 2012. године на градском подручју Рахеа је живело 19.194 становника, док је број становника општине био 22.606.
| 1980. | 1990.  | 2000.  | 2012.  |
| ----- | ------ | ------ | ------ |
| -     | 20.852 | 19.807 | 19.194 |

Етнички и језички састав: Рахе је одувек био претежно насељен Финцима. Последњих деценија, са јачањем усељавања у Финску, становништво града је постало шароликије. По последњим подацима преовлађују Финци (98,5%), присутни су и у веома малом броју Швеђани (0,1%), док су остало усељеници.

## Галерија
- Стари („дрвени“) део Рахеа
- Градска кућа Рахеа
- Главна градска протестантска црква
- Рахе семинар